# Antíoco (estratego da Sicília)
Antíoco (em latim: Antiochus; em grego medieval: Αντίοχος; romaniz.: Antíochos; fl. ca. 766) foi um alto oficial bizantino e governador da Sicília que participou numa conspiração contra o imperador Constantino V (r. 741–775).

## Vida

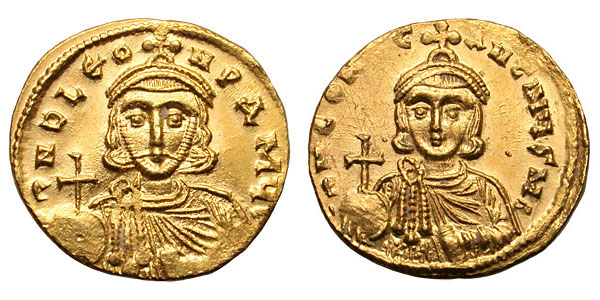
Soldo de r. e r.

Pouco se sabe sobre sua vida e carreira além de seu envolvimento na conspiração contra o imperador, que ocorreu no verão de 766. Para Teófanes, o Confessor, Antíoco foi logóteta do dromo e à época serviu como governador militar (estratego) do Tema da Sicília. A conspiração envolveu 19 dos mais altos oficiais, inclusive outros estrategos, e foi liderada por Estratégio e Constantino Podopáguro. Após descoberta a conspiração, os conspiradores foram publicamente exibidos e humilhados no Hipódromo de Constantinopla em 25 de agosto de 766, e os irmãos foram decapitados em Cinégio, enquanto outros foram cegados e exilados. Teófanes também diz que uma vez todo ano, agentes foram enviados pelo imperador para açoitar uma centena de vezes os conspiradores exilados.
Em sua crônica, Teófanes fala que a conspiração era parte da reação contra as políticas iconoclastas de Constantino V, alegando que alguns conspiradores eram aderentes do ermitão iconófilo Estêvão, o Jovem do Monte Auxêncio, que foi publicamente humilhado e executado no novembro anterior. Aos estudiosos modernos, por outro lado, não está tão claro quanto às motivações do imperador, ou seja, se a morte de Estêvão, a execução dos 19 oficiais e outros atos da perseguição deveu-se à sua posição de endurecimento contra o sentimento iconófilo, ou teve motivações políticas como uma reação às conspirações contra sua vida (na qual Estêvão também pode ter sido implicado).